# Zadní Vydří
Zadní Vydří település Csehországban, a Jihlavai járásban. Zadní Vydří Dačice, Kostelní Vydří, Černíč, Kostelní Myslová és Mysletice településekkel határos. Lakosainak száma 52 fő (2024. január 1.).

## Népesség
A település lakosságának változását az alábbi diagram mutatja:
| Lakosok száma | 165  | 141  | 147  | 69   | 67   | 57   | 49   | 48   | 46   | 52   |
|               | 1869 | 1900 | 1921 | 1961 | 1980 | 2011 | 2016 | 2019 | 2021 | 2024 |